# Radio Télévision Groupe Avenir
Radio Télévision Groupe L'Avenir (RTG@) est une chaîne de télévision généraliste privée congolaise, située précisément dans la ville province de Kinshasa.

## Organisation

### Dirigeants
- Président-directeur général :
  - Pius Muabilu (député élu de la ville Kinshasa)
- CCMA : actuellement préside, le conseil d'administration du grand hôtel Kinshasa, président du conseil d'administration de MIDEMA pendant 5 ans.

### Capital
RTG@ TV appartient au Groupe L'Avenir.

## Programmes
La Radio Télévision du Groupe L’Avenir (RTG@) vient de signer avec la maison LAD Production un contrat d’exclusivité de diffusion, vente et duplication de la série télévisée ivoirienne à succès Ma Famille.

## Diffusion
RTG@ TV est diffusée sur le canal UHF 45 (663,25 MHz) à Kinshasa et dans toute l'Afrique sur le satellite Intelsat 4.